# Sapignicourt
Sapignicourt település Franciaországban, Marne megyében. Lakosainak száma 387 fő (2022. január 1.). Sapignicourt Hallignicourt, Perthes, Ambrières és Hauteville községekkel határos.

## Népesség
A település népessége az elmúlt években az alábbi módon változott:
| Lakosok száma | 222  | 279  | 343  | 340  | 384  | 397  | 410  | 419  | 431  | 387  |
|               | 1968 | 1982 | 1990 | 2006 | 2013 | 2015 | 2017 | 2019 | 2020 | 2022 |